# Rheumaptera clara
Rheumaptera clara är en fjärilsart som beskrevs av Louis Beethoven Prout 1907. Rheumaptera clara ingår i släktet Rheumaptera och familjen mätare. Inga underarter finns listade.